# Діксон (округ, Теннессі)
Шаблон:StateAbbr_ 36°09′ пн. ш. 87°22′ зх. д. / 36.15° пн. ш. 87.36° зх. д.
Округ  Діксон (англ. Dickson County) — округ (графство) у штаті  Теннессі, США. Ідентифікатор округу 47043.

## Історія
Округ утворений 1803 року.

## Демографія
За даними перепису 2000 року загальне населення округу становило 43156 осіб, зокрема міського населення було 13552, а сільського — 29604. Серед мешканців округу чоловіків було 21158, а жінок — 21998. В окрузі було 16473 домогосподарства, 12175 родин, які мешкали в 17614 будинках. Середній розмір родини становив 3,02.
Віковий розподіл населення поданий у таблиці:
| Стать    | До 15 років | 15-21 | 22-29 | 30-39 | 40-49 | 50-65 | 65-85 | Понад 85 |
| -------- | ----------- | ----- | ----- | ----- | ----- | ----- | ----- | -------- |
| Чоловіки | 4950        | 2000  | 2117  | 3373  | 3223  | 3397  | 1960  | 138      |
| Жінки    | 4622        | 1962  | 2203  | 3402  | 3341  | 3497  | 2561  | 410      |

## Суміжні округи
- Монтгомері — північ
- Чітем — схід
- Вільямсон — південний схід
- Гікман — південь
- Гамфріс — південний захід
- Г'юстон — північний захід

## Виноски
1. ↑  U.S. Decennial Census. United States Census Bureau. Архів оригіналу за 26 квітня 2015. Процитовано 4 квітня 2015.
2. ↑  Historical Census Browser. University of Virginia Library. Архів оригіналу за 11 серпня 2012. Процитовано 4 квітня 2015.
3. ↑  Forstall, Richard L., ред. (27 березня 1995). Population of Counties by Decennial Census: 1900 to 1990. United States Census Bureau. Архів оригіналу за 21 лютого 2015. Процитовано 4 квітня 2015.
4. ↑  Census 2000 PHC-T-4. Ranking Tables for Counties: 1990 and 2000 (PDF). United States Census Bureau. 2 квітня 2001. Архів оригіналу (PDF) за 18 грудня 2014. Процитовано 4 квітня 2015.
5. ↑  State & County QuickFacts. United States Census Bureau. Архів оригіналу за 7 червня 2011. Процитовано 29 листопада 2013.(англ.) Наведено за англійською вікіпедією.
6. ↑  American FactFinder. Бюро перепису населення США. Архів оригіналу за 21 травня 2008. Процитовано 31 січня 2008.

| США | Це незавершена стаття з географії США. Ви можете допомогти проєкту, виправивши або дописавши її. |